# Famous (Octavian, Gunna e Saint Jhn)
Famous è un singolo del rapper franco-britannico Octavian, e dei rapper statunitensi Gunna e Saint Jhn, pubblicato il 27 agosto 2020.

## Tracce
1. Famous – 3:23